# لا سینگلا
لا سینگلا (به لاتین: La Singla) یک کوه در سوئیس است که در کانتون وله واقع شده‌است. لا سینگلا ۳٬۷۱۴ متر بالاتر از سطح دریا واقع شده‌است.